# Schroederella laubieri
Schroederella laubieri är en ringmaskart som beskrevs av Badalamenti och Laurent A.L. Castelli 1991. Schroederella laubieri ingår i släktet Schroederella och familjen Orbiniidae. Inga underarter finns listade i Catalogue of Life.